# USS Hutchins (DD-476)
USS Hutchins (DD-476) là một tàu khu trục lớp Fletcher được Hải quân Hoa Kỳ chế tạo trong Chiến tranh Thế giới thứ hai. Nó là chiếc tàu chiến duy nhất của Hải quân Mỹ được đặt theo tên Đại úy Hải quân Carlton B. Hutchins (1904-1938), một phi công hải quân được truy tặng Huân chương Danh dự. Ngừng hoạt động không lâu sau khi Thế Chiến II kết thúc, con tàu được đưa về lực lượng dự bị cho đến khi bị bán để tháo dỡ năm 1948. Nó được tặng thưởng sáu Ngôi sao Chiến trận trong Thế Chiến II.

## Thiết kế và chế tạo
Hutchins được đặt lườn tại Xưởng hải quân Boston, Boston, Massachusetts vào ngày 27 tháng 9 năm 1941. Nó được hạ thủy vào ngày 20 tháng 2 năm 1942; được đỡ đầu bởi bà C.B. Hutchins, vợ góa của Đại úy Hutchins; và nhập biên chế vào ngày 17 tháng 11 năm 1942 dưới quyền chỉ huy của Hạm trưởng, Thiếu tá Hải quân B.W. Herron. Hutchins là một trong số sáu chiếc tàu khu trục lớp Fletcher được chế tạo với một máy phóng dành cho thủy phi cơ, nhưng kế hoạch bị hủy bỏ.

## Lịch sử hoạt động

### 1943
Sau khi hoàn tất việc chạy thử máy tại Casco Bay, Maine, Hutchins khởi hành từ Boston vào ngày 17 tháng 3 năm 1943 hộ tống hai tàu chở dầu đi Galveston, Texas. Từ đây, nó tiếp tục băng qua kênh đào Panama để đi San Diego, California, đến nơi vào ngày 11 tháng 4. Sau một chuyến hộ tống đến New Caledonia và Espiritu Santo, nó đi đến Trân Châu Cảng vào ngày 30 tháng 5 để cải biến vũ khí. Đang khi thử nghiệm vũ khí vào ngày 25 tháng 6, một sự cố điện khiến khẩu pháo phát nổ trúng vào ống khói, làm thiệt mạng chín người và bị thương hai mươi người khác. Khi được sửa chữa tại Trân Châu Cảng, nó cũng được trang bị một bộ thiết bị Trung tâm Thông tin Tác chiến (CIC) mới nhất.
Hutchins quay trở về San Diego vào ngày 11 tháng 7 để huấn luyện, rồi lên đường cùng một đội tàu đổ bộ LST bảy ngày sau đó cho chuyến đi đến đảo Adak thuộc quần đảo Aleut. Nó tham gia vào việc chiếm đóng Kiska vào ngày 15 tháng 8, khi Nhật Bản đã rút lui khỏi chuỗi quần đảo cực Bắc này. Trong những tháng tiếp theo, nó tuần tra giữa các hòn đảo và cơ động huấn luyện hạm đội.
Hutchins rời vùng biển Bắc Cực khắc nghiệt vào ngày 18 tháng 11, tham gia vào cuộc chiến đấu quyết liệt để giành giật New Guinea. Nó đi đến vịnh Milne vào ngày 19 tháng 12, rồi không lâu sau đó hộ tống các tàu LST trong các cuộc đổ bộ tại mũi Gloucester. Với mục tiêu kiểm soát các eo biển quan trọng giữa New Britain và New Guinea, cuộc đổ bộ bắt đầu vào ngày 26 tháng 12. Hutchins và các tàu khu trục khác chịu đựng không kích nặng nề trong những ngày tiếp theo, khi nó bắn rơi một máy bay đối phương và trợ giúp vào việc bắn rơi một chiếc khác. Sau khi hộ tống một đoàn tàu vận tải đi từ Buna thuộc New Guinea đến mũi Gloucester, nó di chuyển cùng một đội LST đến Saidor, xa hơn dọc bờ biển New Guinea. Do tầm nhìn kém trong một cơn mưa giông, nó mắc tai nạn va chạm với một tàu khu trục khác tại một khu vực đông đúc tàu bè đổ bộ, buộc phải đi đến Cairns, Australia vào ngày 16 tháng 1 năm 1944 để sửa chữa mũi tàu.

### 1944
Hutchins rời Cairns vào ngày 22 tháng 2, và sau khi thực hành chiến thuật ban đêm đã lên đường vào ngày 28 tháng 2 cùng đội đổ bộ dưới quyền Chuẩn đô đốc Daniel E. Barbey để đi đến quần đảo Admiralty. Đến nơi vào ngày hôm sau, nó tiến hành bắn phá bờ biển lên Manus, căn cứ vốn sẽ đóng vai trò quan trọng trong những chiến dịch tiếp theo, rồi cùng lực lượng dưới quyền Chuẩn đô đốc Hải quân Hoàng gia Anh Victor Crutchley trên tàu tuần dương hạng nặng HMAS Shropshire tiến hành tuần tra ngoài khơi Manus. Vào cuối tháng 3 và sang tháng 4, nó cùng các tàu khu trục khác càn quét và bắn phá Wewak và vịnh Hansa nhằm đánh lừa phía Nhật Bản tin rằng mục tiêu đổ bộ tiếp theo là tại đây, che giấu ý định tấn công xa hơn nữa dọc bờ biển New Guinea, đến tận Hollandia.
Khởi hành từ mũi Sudest vào ngày 18 tháng 4, Hutchins đi đến Hollandia vào ngày 22 tháng 4, cùng các đơn vị hạm đội khác bắn pháo hỗ trợ cho cuộc đổ bộ ban đầu được tiến hành khả quan. Sau đó nó rút lui để bảo vệ cho các tàu sân bay hộ tống hỗ trợ trên không, và đến cuối tháng 4 đã bắn phá đảo Wakde. Chiếc tàu khu trục di chuyển về phía Nam Truk vào ngày 10 tháng 5 để cứu vớt những người sống sót của đội bay một máy bay ném bom Consolidated B-24 Liberator bị rơi khi làm nhiệm vụ ném bom cứ điểm đối phương.
Hutchins sau đó tham gia Chiến dịch Wakde-Sarmi vào ngày 17 tháng 5. Sau khi tiến hành bắn phá bờ biển và bảo vệ cuộc tấn công, nó tiếp tục di chuyển đến Biak mười ngày sau đó, nơi đặt căn cứ không quân chủ lực của đối phương. Sang đầu tháng 6, con tàu hoạt động cùng Lực lượng Đặc nhiệm 74 ngoài khơi Biak, và trong đêm 8 tháng 6, lực lượng phát hiện tàu chiến Nhật Bản tiếp cận từ hướng Tây Bắc. Các tàu khu trục đối phương cho tách ra các sà lan chở quân và nhanh chóng rút lui dưới sự truy đuổi của Hutchins và lực lượng dưới quyền đô đốc Crutchley. Các tàu khu trục đối địch đã nả pháo vào nhau ở khoảng cách xa, và các con tàu Đồng Minh chấm dứt cuộc truy đuổi lúc 02 giờ 30 phút để quay trở lại khu vực tấn công.
Trong tháng 7, Hutchins tham gia cuộc đổ bộ lên Noemfoor, bắn pháo hỗ trợ và hoạt động cùng các xuồng phóng lôi PT boat tại khu vực Aitape từ ngày 15 đến ngày 25 tháng 7 nhằm quấy phá tuyến đường liên lạc đối phương. Nó cũng tham gia cuộc đổ bộ lên Sansapor vào ngày 30 tháng 7, hoàn tất một chuỗi các cuộc đổ bộ nhảy cóc dọc bờ biển phía Bắc New Guinea.
Hutchins trải qua suốt tháng 8 bảo trì trong ụ tàu tại Sydney, Australia, và sau khi thực tập cùng hạm đội ngoài khơi New Guinea, nó khởi hành từ vịnh Humboldt vào ngày 12 tháng 9 để tham gia cuộc đổ bộ lên Morotai, một bước quan trọng trong chặng đường quay trở lại Philippines. Nó đã bắn phá sân bay vào ngày 16 tháng 9, và quay trở lại cảng Seeadler vào ngày 29 tháng 9 để chuẩn bị cho chiến dịch Philippines. Hạm đội tấn công đi đến ngoài khơi vịnh Leyte vào ngày 20 tháng 10, và chiếc tàu khu trục đã tham gia bắn phá chuẩn bị, bắn pháo hỗ trợ và tuần tra lối ra vào khu vực đổ bộ trong giai đoạn đầu của quá trình đổ bộ.
Khi Hạm đội Liên hợp Nhật Bản di chuyển về phía Philippines với đội hình ba gọng kìm nhằm nỗ lực ngăn chặn cuộc đổ bộ, Hutchins gia nhập lực lượng tàu nổi dưới quyền Chuẩn đô đốc Jesse B. Oldendorf đang phục kích trong eo biển Surigao để đối phó với Lực lượng phía Nam Nhật Bản do Phó đô đốc Shoji Nishimura chỉ huy. Trong Trận chiến eo biển Surigao, một phần của cuộc Hải chiến vịnh Leyte, diễn ra sau đó, trong vai trò soái hạm của Hải đội Khu trục 24 dưới quyền Đại tá Hải quân K.M. McManes, Hutchins được bố trí bên sườn phải đội hình hàng chiến trận hùng hậu của Oldendorf. Và khi lực lượng của Nishimura tiến ra cửa eo biển vào sáng sớm ngày 25 tháng 10, họ bị quấy phá bởi các xuồng phóng lôi PT-boat và bởi các tàu khu trục từ cả hai bên sườn. Đội của Hutchins hướng về phía Nam, phóng ngư lôi lúc khoảng 03 giờ 30 phút, rồi tiếp cận đối phương; và khi các tàu chiến lớn đối phương đi chậm lại và phân tán, các tàu khu trục phóng một loạt ngư lôi khác, lần này làm nổ tung tàu khu trục Michishio. Sau khi đấu pháo với các tàu chiến lớn Nhật Bản, McManes đưa Hutchins và các tàu khác của hải đội dưới quyền rút lui, nhường chỗ cho các khẩu pháo từ các thiết giáp hạm và tàu tuần dương hạng nặng của Oldendorf kết liễu các con tàu đã bị hư hại của Nishimura.
Sau trận hải chiến mang tính quyết định tại vịnh Leyte, Hutchins quay trở lại nhiệm vụ hộ tống. Nó va phải một xác tàu đắm không được đánh dấu trên hải đồ vào ngày 26 tháng 10, và sau khi giúp chống trả các cuộc không kích của đối phương cho đến ngày 29 tháng 10, nó lên đường quay trở về San Francisco ngang qua Trân Châu Cảng để sửa chữa, đến nơi vào ngày 25 tháng 11.

### 1945
Hutchins đi đến Trân Châu Cảng để tham gia chiến đấu trở lại vào ngày 26 tháng 1 năm 1945. Nó thực hành huấn luyện cho đến ngày 3 tháng 2, khi nó khởi hành đi Saipan để gia nhập một lực lượng tàu sân bay cho cuộc đổ bộ lên Iwo Jima. Lực lượng đi đến ngoài khơi hòn đảo ba ngày trước ngày đổ bộ để tấn công hệ thống phòng thủ đối phương, rồi tiếp tục hỗ trợ cho cuộc tấn công trên bờ trong tháng 2 và tháng 3. Sau khi bình định được hòn đảo, chiếc tàu khu trục quay trở về Ulithi một thời gian ngắn, trước khi lại lên đường vào ngày 27 tháng 3 để tham gia cuộc đổ bộ lên Okinawa, bước cuối cùng trước khi đặt chân lên chính quốc Nhật Bản. Nó hộ tống một đội vận chuyển trong cuộc đổ bộ vào ngày 1 tháng 4, và trong ba ngày tiếp theo đã liên tiếp chịu đựng nhiều cuộc không kích của đối phương.
Được phân công nhiệm vụ hỗ trợ hỏa lực từ ngày 4 tháng 4, Hutchins trải qua những ngày tiếp theo áp sát bờ biển vào ban ngày và hộ tống các tàu chiến lớn vào ban đêm để hoạt động bắn phá và phòng không. Chiếc tàu khu trục bắn rơi nhiều máy bay tấn công trong đợt không kích nặng nề vào ngày 6 tháng 4, và nó là chiếc tàu đầu tiên có mặt để trợ giúp khi tàu khu trục Newcomb (DD-586) bị đánh trúng, nhưng được lệnh rút lui nhường nhiệm vụ cứu hộ tàu bạn cho chiếc Leutze (DD-481). Hutchins tiếp tục bị tấn công trong các ngày 12 và 13 tháng 4.
Đang khi hoạt động hỗ trợ gần bờ vào ngày 27 tháng 4, Hutchins bị một xuồng máy cảm tử Nhật Bản tấn công; đối phương len lỏi lọt qua được hàng rào phòng thủ và mang được một khối chất nổ lớn áp sát mạn tàu. Chiếc tàu khu trục bị rung chuyển dữ dội do vụ nổ và lườn tàu bị hư hại nặng nề, nhưng không có thương vong và hoạt động kiểm soát hư hỏng có hiệu quả đã ngăn được ngập nước. Con tàu rút lui về Kerama Retto để sửa chữa tạm thời, rồi lên đường quay về Hoa Kỳ, về đến Portland, Oregon vào ngày 15 tháng 7.
Việc Nhật Bản đầu hàng kết thúc xung đột diễn ra khi nó vẫn đang được sửa chữa. Hutchins được kéo đến Puget Sound, Washington vào ngày 20 tháng 9, rồi được cho xuất biên chế tại Bremerton, Washington vào ngày 30 tháng 11 năm 1945. Lườn tàu được bán cho hãng Learner & Co. ở Oakland, California vào tháng 1 năm 1948 để tháo dỡ.

## Phần thưởng
Hutchins được tặng thưởng sáu Ngôi sao Chiến trận do thành tích phục vụ trong Thế Chiến II.